# Svarttjärnen (Bräcke socken, Jämtland, 695813-149052)
Svarttjärnen är en sjö i Bräcke kommun i Jämtland och ingår i Ljungans huvudavrinningsområde. Sjön har en area på 0,119 kvadratkilometer och ligger 432,1 meter över havet.

## Delavrinningsområde
Svarttjärnen ingår i det delavrinningsområde (695941-149114) som SMHI kallar för Utloppet av Agnelsjön. Medelhöjden är 405 meter över havet och ytan är 9,82 kvadratkilometer. Räknas de 3 avrinningsområdena uppströms in blir den ackumulerade arean 58,51 kvadratkilometer. Sännån som avvattnar avrinningsområdet har biflödesordning 3, vilket innebär att vattnet flödar genom totalt 3 vattendrag innan det når havet efter 180 kilometer. Avrinningsområdet består mestadels av skog (69 procent). Avrinningsområdet har 1,41 kvadratkilometer vattenytor vilket ger det en sjöprocent på 14,4 procent.